# Edward Bulwer-Lytton
Edward George Earle Bulwer-Lytton, primer barón Lytton (Londres, 25 de mayo de 1803-Torquay, 18 de enero de 1873), fue un poeta, novelista, dramaturgo, político y periodista británico. Lytton fue un popular escritor de su tiempo que acuñó frases como «La pluma es más fuerte que la espada» y «Perseguir al todopoderoso dólar». Hoy se recuerda mejor su tópico: «Era una noche oscura y tormentosa…».
Su hijo Robert Bulwer-Lytton, primer conde de Lytton, fue virrey de la India desde 1876 a 1880.

## Biografía

### Orígenes y formación
Hijo menor del general William Earle Bulwer, de Heydon Hall y Wood Dalling (Norfolk), nació en Londres el 25 de mayo de 1803. Tuvo dos hermanos: William (1799-1877) y Henry (posteriormente Lord Dalling, 1801-1872). El padre de Bulwer murió cuando el muchacho tenía cuatro años de edad. Su madre, Elizabeth Barbara, hija de Richard Warburton Lytton, de Knebworth (Hertfordshire), se estableció en Londres tras la muerte de su esposo. Bulwer, que era delicado y neurótico, dio pruebas de un talento precoz y fue enviado a varios internados, donde siempre estaba descontento, hasta que en el centro de un tal Mr. Wallington en Ealing encontró en su maestro a un oyente comprensivo y admirativo.
En 1822 ingresó en el Trinity College, Cambridge, pero enseguida se trasladó al Trinity Hall. En 1825 ganó un premio de poesía, la Chancellor's Medal for English Verse. Al año siguiente se licenció en Artes, publicando un librito de poemas: Weeds and Wild Flowers. Pasó brevemente por el ejército y, contra los deseos de su madre, contrajo matrimonio con Rosina Doyle Wheeler. Su madre, entonces, le retiró la asignación económica, y Lytton tuvo que ponerse a trabajar. En 1836, tras una tormentosa relación, se separó de su mujer. Tres años más tarde ella publicó una novela en la que caricaturizó a su marido. Estos ataques se prolongaron durante años.
En 1831 resultó elegido para el Parlamento, puesto que conservó durante nueve años. Su carrera política se prolongó en el tiempo y no hizo más que prosperar, haciéndole merecedor, entre otros nombramientos, del de Secretario de Estado para las Colonias (1858).
Su carrera literaria se inició en 1820, con sus primeros poemas. Escribió en una gran variedad de géneros, incluyendo ficción histórica, misterio, novela romántica, ocultismo y ciencia ficción.
De sus relatos macabros, como la novela Zanoni o los cuentos Strange story y La casa y el cerebro, señaló H. P. Lovecraft, en su ensayo El horror sobrenatural en la literatura, que «pese a sus fuertes dosis de retórica y de hueco romanticismo, el éxito de sus escritos es innegable merced a su habilidad para tejer una cierta clase de singular encantamiento».

## Obras
- Falkland (1827)
- Pelham: or The Adventures of a Gentleman (1828)
- The Disowned (1829)
- Devereux (1829)
- Paul Clifford (1830)
- Eugene Aram (1832)
- Godolphin (1833)
- Los últimos días de Pompeya (1834)
- Rienzi, the last of the Roman tribunes (1835)
- The Student (1835)
- Ernest Maltravers (1837)
- Leila: or The Siege of Granada (1838)
- Alice (1838)
- Night and Morning (1841)
- Zanoni (1842)
- The Last of the Barons (1843)
- Lucretia (1846)
- Harold, the Last of the Saxons (1848)
- The Caxtons: A Family Picture (1849)
- My Novel, or Varieties in English Life (1853)
- The Haunted and the Haunters or The House and the Brain (1857)
- What Will He Do With It? (1858)
- A Strange Story (1862)
- The Coming Race (1871), republicada como Vril, el poder de la raza venidera
- Kennelm Chillingly (1873)
- The Parisiens (1873 inacabada)